# Luís Montenegro
Luís Filipe Montenegro Cardoso de Morais Esteves, portugalski politik; * 16. februar 1973, Porto.
Je portugalski politik in pravnik, od leta 2024 zaseda položaj predsednika vlade Portugalske. Je predsednik Socialdemokratske stranke (PSD) in vodi 24. ustavno vlado. Montenegro je bil med letoma 2002 in 2018 poslanec v skupščini republike iz Aveira, med letoma 2011 in 2017 pa je vodil poslansko skupino svoje stranke. Po tem, ko ga je na volitvah za vodstvo stranke leta 2020 premagal Rui Rio, je leta 2022 zmagal proti Jorgeju Moreiri da Silvi in postal predsednik PSD.
PSD je pod vodstvom Montenegra dosegla dogovor s stranko CDS-PP in pred parlamentarnimi volitvami na Portugalskem leta 2024 oblikovala desnosredinsko Demokratsko zavezništvo. Po volitvah ga je predsednik Marcelo Rebelo de Sousa imenoval za premierja, vodi koalicijsko manjšinsko vlado.

## Mladost
Montenegro se je rodil v Portu in odraščal v Espinhu v okrožju Aveiro. Diplomiral je na pravni fakulteti v Portu na Katoliški univerzi na Portugalskem in postal odvetnik, kar sta bila že njegov oče in ded. Med letoma 1994 in 1996 je bil predsednik socialdemokratske mladine v Espinhu. Od leta 1997 do 2001 je bil član mestnega sveta, leta 2005 pa je kandidiral za župana in izgubil proti Joséju Moti iz Socialistične stranke (PS).

## Državna politika
Leta 2002 je bil pri 29 letih Montenegro izvoljen v republiško skupščino. Leta 2010 je postal namestnik vodje poslanske skupine PSD, leta 2011 pa tudi njen vodja.
Prva leta Montenegrovega vodstva so sovpadala z intervencijo evropske trojke za reševanje finančne krize; januarja 2014 je bil kritiziran, češ da "življenje ljudi ni nič boljše, je pa življenje države veliko boljše". Parlament je zapustil februarja 2018 po odstopu Passosa Coelha in opozoril, da se PSD ne sme spremeniti v novega voditelja "skupine prijateljev Ruija Ria".
Januarja 2020 je Montenegro kandidiral na volitvah za vodstvo stranke PSD. Protikandidat Rio ga je premagal s 53,2 odstotka glasov.  Rio je nato odstopil po slabi uspešnosti PSD na portugalskih parlamentarnih volitvah leta 2022. Na naslednjih strankarskih volitvah je bil za predsednika stranke izvoljen Montenegro; prejel je 72,47 odstotka glasov.
Pod vodstvom Montenegra je PSD januarja 2024 dosegla dogovor s CDS-PP o predvolilnem zavezništvu, s čimer so skušali povečati svoje možnosti za zmago na državnih volitvah pozneje istega leta. Največ sedežev je na volitvah zasedla Demokratska zveza z 80, dva več od PS.

### Predsednik vlade Portugalske
Montenegro je 2. aprila 2024 na slovesnosti v nacionalni palači Ajuda v Lizboni prisegel kot predsednik portugalske vlade. Pred prevzemom oblasti obljubil, da bo vladal z manjšinsko vlado, namesto da bi oblikoval koalicijo s prevladujočo desno populistično stranko Chega, in njihovega voditelja Andréja Venturo obsodil kot "pogosto ksenofobičnega, rasističnega, populističnega in pretirano demagoškega".

## Politična stališča
Kot vodja svoje poslanske skupine med letoma 2011 in 2015 je zagovarjal izvajanje strogega gospodarskega varčevalnega programa, o katerem se je Portugalska pogajala v zameno za mednarodno finančno pomoč.
Montenegro je pred nacionalnimi volitvami leta 2024 obljubil popolno privatizacijo družbe TAP Air Portugal, portugalskega nacionalnega letalskega prevoznika.

## Zasebno
Montenegro je kot otrok dobil vzdevek Ervilha ("Grah"), ker je bil majhen, okrogel in zelenook, medtem ko ga je ožja družina poznala po srednjem imenu Filipe. Ukvarjal se je z nogometom in odbojko na mivki, v mladosti je delal kot reševalec iz vode, kasneje pa se je lotil golfa. V nogometu navija za FC Porto in SC Espinho, ekipi svojega rojstnega kraja oziroma bivanja. Od maja 2022 je poročen in ima dva otroka.
Različni viri iz leta 2012, vključno s spletno stranjo SAPO za preverjanje dejstev Polígrafo, Público, Expresso, Jornal de Negócios in Diário de Notícias, trdijo, da je bil Montenegro leta 2008 sprejet v Mozartovo ložo, prostozidarsko ložo, ki jo sestavljajo politiki, poslovneži in vohuni. Leta 2019 je Montenegro prostozidarstvo zanikal.

### Polemike
Leta 2023 je bila portugalskemu državnemu tožilstvu poslana anonimna pritožba, v kateri je navedeno, da je Montenegro prejel davčne ugodnosti za obnovo starih stavb, ko je v Espinhu popolnoma porušil staro stavbo in na njenem mestu zgradil novo. Kasneje je bila uvedena kazenska preiskava.